# Schmiede Osterende 52
Die ehemalige Alte Schmiede Osterende 52 im Zentrum der niedersächsischen Samtgemeinde Land Hadeln, Gemeinde Belum-Kehdingbruch, im Landkreis Cuxhaven, stammt aus der zweiten Hälfte des 19. Jahrhunderts. Aktuell (2024) wird sie wohl als Wohnhaus und gewerblich genutzt.
Das Gebäude steht unter Denkmalschutz (siehe auch Liste der Baudenkmale in Belum).

## Geschichte und Beschreibung
Kehdingbruch wurde urkundlich 1404 erstmals erwähnt. 1717 wurde die Schmiede von Claus Follmer erstmals urkundlich erwähnt; sie blieb bis zum letzten Dorfschmied Richard Stüven († 1988).

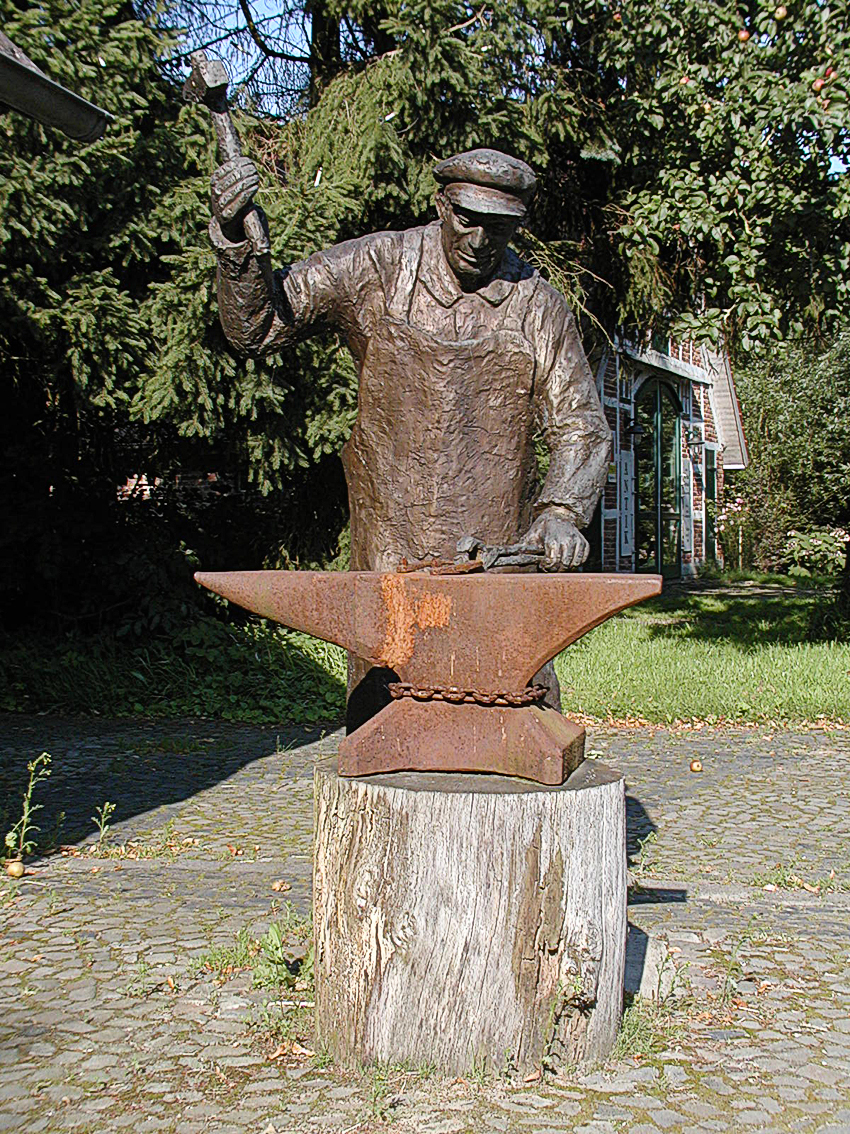
Skulptur vor der Alten Schmiede

Das eingeschossige traufständige Gebäude in Backstein mit Satteldach und Fachwerk sowie regionaltypischer senkrechter Verbretterung im Giebeldreieck und mit rundbogigen Öffnungen und Metallfenstern, stammt aus der zweiten Hälfte des 19. Jahrhunderts. Ein nördlicher Anbau diente als Betriebsstätte. Die Esse und Teile der Ausstattung und Maschinen sind erhalten.
In oder nach den 1980er Jahren sanierten die neuen Eigentümer das Haus und bauten zusätzlich 1996 eine alte Fachwerkscheune aus Oppeln neben der Schmiede auf, um weiteren Platz für ihre Werkstatt zur Restaurierung und Herstellung von alten Möbeln zu haben.
Vor der alten Schmiede steht ein Bronzeskulptur als Schmied mit Amboss.
Das Landesdenkmalamt befand u. a.: „… orts- und technikgeschichtlichen, gebäudetypischen, straßen- und hofbildprägenden Zeugniswerts …“